# Ripitchip
 (août 2018).
Si vous disposez d'ouvrages ou d'articles de référence ou si vous connaissez des sites web de qualité traitant du thème abordé ici, merci de compléter l'article en donnant les références utiles à sa vérifiabilité et en les liant à la section « Notes et références ».
Ripitchip est un personnage secondaire du Monde de Narnia, série littéraire de l'écrivain irlandais C. S. Lewis.

## Description
Ripitchip est une souris parlante de Narnia, haute de soixante centimètres, et dotée de grandes et larges oreilles, ainsi que d'une longue queue pendante. L'animal arbore à partir de L'Odyssée du Passeur D'Aurore une plume rouge cramoisie fichée dans un anneau passé à sa tête, et porte toujours son épée, une fine rapière forgée par des nains (rapière dont il se débarrassera finalement quand il ira au pays d'Aslan). Ripitchip est d'un caractère gai, martial, et est doté d'un grand courage et d'une forte sévérité, mais également d'une extrême politesse et d'une grande amabilité. C'est l'une des créatures les plus loyales à Aslan, et l'une des plus dévouées à leur roi, Caspian X.

## Histoire

### Le Prince Caspian
On rencontre Ripitchip pour la première fois dans les bois de l'est de Narnia, où se sont réfugiés les survivants de la guerre contre les Telmarins, qui ont envahi le royaume de Narnia. Courageux et déterminé, il fait immédiatement preuve d'une grande loyauté envers Caspian, quand celui-ci rejoint les Anciens Narniens dans la forêt, et lui assure le soutien de son peuple et de ses douze guerriers souris. Durant la guerre contre le roi telmarin Miraz, l'oncle de Caspian, Ripitchip propose toujours la guerre et l'attaque-éclair et participe le plus souvent possible aux batailles, bien que sa modeste stature ne lui permette d'infliger que de faibles blessures aux adversaires.
Lors de la bataille de Beruna, la bataille finale opposant les Narniens aux Telmarins, et où Aslan revient pour libérer Narnia, Ripitchip participe avec fougue aux combats, mais se fait terriblement blesser. Il ne doit la vie qu'à Lucy et à son cordial magique qui permet de soigner toutes les blessures. Sa queue a cependant été coupée ce dont il est profondément honteux ; mais Aslan, par générosité amusée, lui fait repousser sa queue par magie. Il est ensuite nommé Chevalier de l'Ordre du Lion par Caspian, et rejoint le gué de Beruna avec les autres alliés pour assister au départ des Telmarins puis des Pevensies.

### L'Odyssée du Passeur d'Aurore
Après que Lucy, Edmund et leur détestable cousin Eustache Clarence ont été précipités dans le tableau magique, puis hissés à bord du Passeur d'Aurore par Caspian et son équipage, ils retrouvent les Narniens et leur roi après un an pour eux, et trois ans pour Caspian. Ils découvrent que Caspian a mené une expédition à travers la mer orientale pour trouver sept seigneurs fidèles à Caspian exilés par Miraz il y a longtemps ; parmi l'équipage, on retrouve Ripitchip, qui nourrit le dessein de continuer le voyage jusqu'au pays d'Aslan.
Ripitchip retrouve avec plaisir et courtoisie Edmund et Lucy, mais a maille à partir plus d'une fois avec Eustache, notamment quand le cousin des Pevensies s'amuse à faire tournoyer en l'air Ripitchip par sa queue, ou quand il essaie de voler de l'eau lors d'une pénurie de boisson. Finalement, à la suite de la transformation malencontreuse d'Eustache en dragon, Ripitchip le prend en pitié et tente de le réconforter ; par la suite, lui et Eustache se réconcilieront et deviendront plutôt bons amis.
Tout au long de la traversée, Ripitchip se montrera courageux et habile, toujours prompt à combattre ses ennemis, n'hésitant pas à provoquer en duel quiconque lui cherche querelle. Finalement, quand le voyage touche à sa fin et que l'extrême orient du monde de Narnia est atteint, Ripitchip fait ses adieux à l'équipage et poursuit seul son chemin vers l'est, sur un petit canoë qu'il avait trouvé sur une île déserte.

### La Dernière Bataille
Pendant la plupart de l'histoire, qui suit les aventures de Tirian, roi de Narnia, d'Eustache et de Jill, une amie d'Eustache (qui combattent l'invasion calormène et la montée en puissance de Shift, un singe escroc qui trompe les Narniens en mentant sur Aslan, prétendant notamment que Tash, le dieu calormène, et Aslan ne font qu'un), Ripitchip n'est mentionné nulle part. C'est seulement à la fin du récit qu'on retrouve la souris parlante, lors du rappel par Aslan de toutes les braves et honnêtes créatures vers le vrai Narnia. Ripitchip accueille les sept plus grands rois, reines et seigneurs de l'histoire de Narnia originaires de notre monde (Diggory Kirke, Polly Plummer, Peter, Edmund et Lucy Pevensie (Susan, transformée par l'âge adulte, a renié Narnia et n'y revient pas), et enfin Eustache Clarence Scrubb et Jill Pole), et les guide vers le centre du pays d'Aslan, prononçant une formule de bienvenue « Bienvenue au nom du Lion ! Venez plus haut et plus avant ! »
Quand une classe des enfants américains lui ont écrit pour demander que représentaient les personnages du Prince Caspian, Lewis a répondu :
« Vous vous trompez à penser que tout dans les livres « représente » quelque chose dans ce monde-ci. C'est comme ça dans Le Voyage du Pèlerin mais je n'écris pas à cette mode... Ripitchip et Nikabrik ne représentent personne, en ce sens. Mais bien sûr, aucun dans notre monde qui consacre toute sa vie à chercher le Ciel ressemblera à Ripitchip. ».
Dans une lettre à une lectrice, Lewis a expliqué la matière des Chroniques de Narnia: « Toute l'histoire de Narnia concerne le Christ. » Selon Lewis, chaque livre présentait une particularité du christianisme, et celle de L'Odyssée du Passeur d'Aurore était « la vie spirituelle, surtout en Ripitchip ».

## Adaptation cinématographique
Au cinéma, Ripitchip est animé par synthèse, et est principalement doublé dans la version originale par Simon Pegg, Warwick Davis et Eddie Izzard.

## Jeu vidéo
Dans l'adaptation de l'oeuvre de C.S.Lewis en jeu vidéo, Ripitchip est doublé par Jonny Rees.